# Геленок
Геленок (англ. shank) — проміжна деталь у вигляді пружної пластини низу взуття для зміцнення і забезпечення формостійкості його геленочної (гелено-п'яткової) частини.
Геленок виготовляється у вигляді фігурної пластини, що закріплюється між основною устілкою і підошвою для створення необхідних механічної жорсткості та пружності у геленочній частині взуття. Часто геленок відносять до різновиду супінатора як ортопедичного засобу.
Геленок укладається в звичайне або ортопедичне взуття з метою підтримування поздовжнього склепіння стопи і виконує роль пружної балки (ресори). Він може виготовлятись з пружного металу (найчастіше, з термообробленої сталевої холоднокатаної стрічки) чи пластмаси з отворами або клямрами під кріплення. Форми і розміри геленка повністю залежать від величини каблука. У литій мікропористій підошві геленок може розташовуватись в тілі самої підошви.
Геленок, що з'єднує деталі низу взуття (каблук, устілку, підошву), відіграє важливу роль у забезпеченні фізичної довговічності та формостійкості взуття. Для збільшення опору згину геленок для взуття на низькому каблуці має два витиснених поздовжніх ребра жорсткості, а для взуття на середньому і високому каблуці — одне ребро жорсткості.
Завдяки геленку зменшується навантаження на поздовжній або поперечний звід стопи під час ходьби.